# Clipchamp
Clipchamp ist ein Videobearbeitungsprogramm von Microsoft, das vom australischen Unternehmen Clipchamp Pty Ltd. entwickelt wurde. Mit dieser Bearbeitungssoftware kann der Benutzer audiovisuelles Material in einem Browser, per Desktopanwendung oder App importieren, bearbeiten und exportieren.
Clipchamp hat derzeit Niederlassungen in Australien, auf den Philippinen, in Deutschland und in den USA. Nach Angaben des Unternehmens hatte es Anfang 2021 weltweit mehr als vierzehn Millionen Nutzer, die meisten davon in Ländern wie Brasilien, Indien, Mexiko und den USA.

## Geschichte

### Anfänge
Clipchamp Pty Ltd wurde 2013 von Alexander Dreiling (derzeitiger CEO), Dave Hewitt, Tobias Raub und Soeren Balko in Brisbane, Australien, als Startup gegründet.
In einem Interview mit der Website SmartCompany sagte Dreiling, dass das Unternehmen anfangs versuchte, "einen riesigen, verteilten Supercomputer zu bauen". Zu der ersten Software, die das Team des Unternehmens entwickelte, gehörte ein Tool zur Videokompression und -konvertierung.
2014 wurde die erste Version der kostenlosen, audiovisuellen, browserbasierten Software auf der Clipchamp-Plattform offiziell vorgestellt. Als das Supercomputerprojekt ins Stocken geriet, beschloss das Team, die Technologie zur Videobearbeitung fortzuführen, die nach den Worten von Dreiling "...ein Tool war, das auf Chromebooks funktionierte".

### Zweite Version des Editors
Laut The Wallstreet Journal (2016) wurde Clipchamp im Juni 2016 mit 1,1 Millionen Dollar bewertet. Im selben Monat wurde die zweite Version des Online-Videoeditors Clipchamp international eingeführt. Bis 2018 hatte das Unternehmen 6,5 Millionen Nutzer und zog Investoren wie Steve Baxter an, der eine Million Dollar investierte (Palmer-Derrien, 2019).
Im Jahr 2020 gründete Clipchamp eine Niederlassung in Seattle, USA, nachdem das Unternehmen durch Allianzen mit Investmentfonds wie Transition Level Investments, Tola Capital und TEN13 u. a. ein Kapital von 13,2 Millionen Dollar erhalten hatte. Im Februar 2021 gab Clipchamp auf seiner Website bekannt, dass es weltweit 14 Millionen Nutzer hat, die in 250 Ländern und Gebieten registriert sind. Zu diesem Zeitpunkt gab das Unternehmen bekannt, dass es über eine audiovisuelle Bibliothek mit 800.000 Dateien verfügt.

### Übernahme durch Microsoft
Am 7. September 2021 kündigte Microsoft die Übernahme von Clipchamp an. In einer Pressemitteilung bekundete das Unternehmen sein Interesse daran, mehr über den Markt für die Erstellung von Videoinhalten zu erfahren. Clipchamp wurde später, am 9. März 2022, als Teil von Windows 11 integriert.